# Revolta de Messina

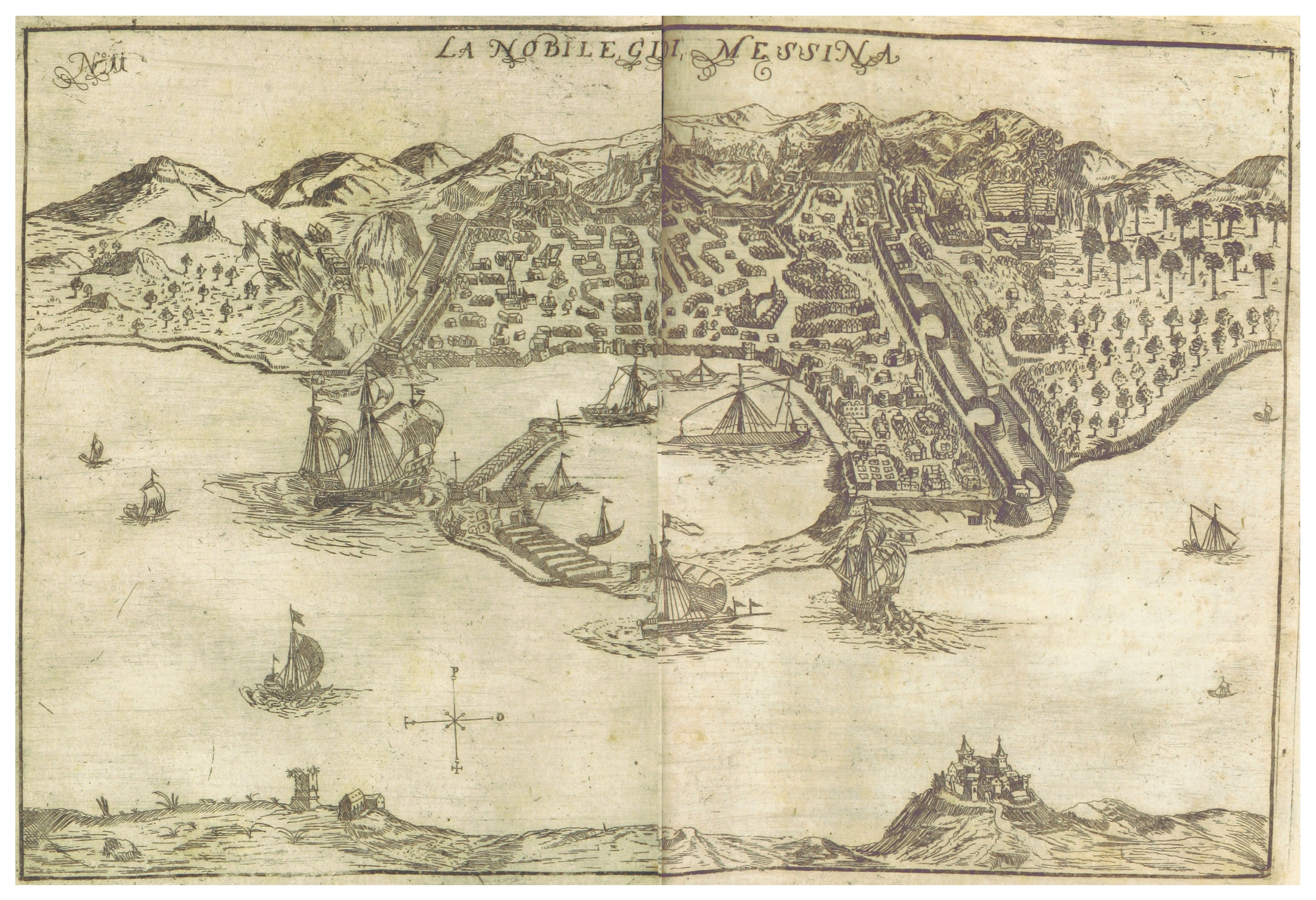
Messina em 1681.

A revolta de Messina de 1672-78 começou com uma revolta contra o governo patrício de Messina, na ilha da Sicília, por trabalhadores qualificados, em 1672. Quando os patrícios recuperaram o controle em 1674 eles transformaram o movimento em uma revolta contra o domínio espanhol. Obtiveram apoio dos franceses e Messina foi independente até o final da Guerra Franco-Holandesa de 1672-78, quando os espanhóis recuperaram o controle.

## Revolta inicial
A cidade de Messina tinha uma população de 120.000 habitantes em meados do século XVII, com a prefeitura dominada por algumas famílias patrícias. O governo espanhol concedeu a Messina o monopólio da exportação de seda em 1663, mas após fortes protestos de outros portos da Sicília, o governo retirou no ano seguinte. Não houve distúrbios imediatos, mas a nobreza e a alta burguesia da cidade se tornaram hostis aos espanhóis. O capitão-general espanhol Luis de Hojo concebeu o plano de virar o povo comum contra as classes altas através de uma demonstração de caridade e devoção, e através de uma escassez artificial pela qual o senado da cidade seria culpado. Os trabalhadores artesãos expulsaram os patrícios em 1672, mas não contestaram o domínio espanhol. O Príncipe de Ligne, vice-rei da Sicília, ficou alarmado com os distúrbios, e mandou retirar Hojo. Quando os distúrbios continuaram e se falou em usar a força contra os rebeldes, Ligne também se demitiu.

## Revolta contra a Espanha

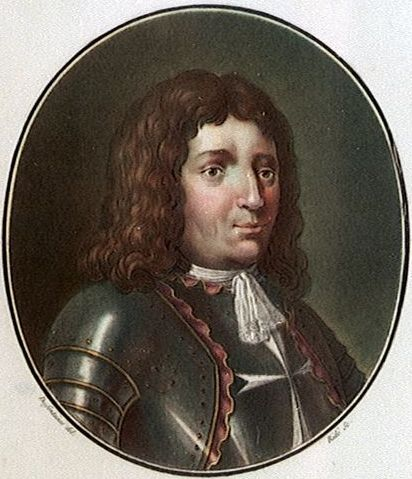
Jean-Baptiste de Valbelle

Em 7 de julho de 1674 as empresas comerciais se uniram aos patrícios em uma revolta contra os espanhóis, e sitiaram o Capitão-General Crispano em seu palácio. Eles expulsaram a guarnição espanhola e ganharam o controle de quase toda a cidade. Quatro dos cinco fortes foram tomados. Messina enviou deputados ao embaixador francês em Roma e ao almirante Louis Victor de Rochechouart de Mortemart, Conde de Vivonne, na costa da Catalunha.
Em 27 de setembro de 1674 Vivonne enviou Jean-Baptiste de Valbelle para ajudar os rebeldes com um comboio de navios de abastecimento escoltado por um esquadrão de sete navios de guerra e três navios de combate. Valbelle aproveitou a maré e um vento de popa para acelerar através do canal, passando pelas galés e entrando na cidade, trazendo provisões suficientes para cerca de cinco semanas. Valbelle ajudou os messinenses a expulsar os espanhóis do último forte, o Faro na entrada do porto. Na falta de provisões e forças terrestres suficientes para agir contra os espanhóis, ele partiu para pedir assistência mais efetiva.
Em 1 de janeiro de 1675, o esquadrão de Valbelle voltou, trazendo um pequeno corpo de forças terrestres sob o comando do tenente-general Valavoire. O ministro francês das Relações Exteriores, o Marquês de Pomponne, havia instruído Vallavoire para encorajar o povo de Messina a formar uma república independente, a menos que eles quisessem se tornar parte da França ou aceitar como governante um príncipe designado por Luís XIV. Quando chegaram em 2 de janeiro de 1675, o exército espanhol estava acampado fora da cidade, tinha retomado alguns dos fortes e parecia estar prestes a tomar a cidade. Os espanhóis tinham uma frota de 22 navios e 19 galés na entrada do Estreito de Messina. Valbelle, com seis navios de guerra e três navios incendiários, ousou tentar a passagem e entrou ileso no porto em 8 de janeiro. Embora as tropas espanholas tenham retirado alguma distância da cidade, Valavoire não tinha recursos para avançar para o interior, e as provisões logo se esgotaram novamente.
Vivonne enviou outro esquadrão sob Capitaine de Tourville. Ele se juntou a Valbelle, mas juntos ainda não eram suficientemente fortes para atacar a força do almirante espanhol Melchor de la Cueva de 15 navios de guerra à vela e 15 galés. O próprio Vivonne chegou em 11 de fevereiro de 1675 com oito navios de guerra e três navios incendiários. A frota francesa tinha agora 20 navios de guerra à vela, dos quais nove eram navios da linha. Os franceses derrotaram facilmente os espanhóis na Batalha das Ilhas Lipari, e capturaram a fragata Nuestra Señora del Pueblo de 44 canhões. Vivonne pôde agora navegar para Messina, entregando grandes quantidades de alimentos. No restante de 1675 os franceses aumentaram sua força na Sicília e ao longo da costa sul da Itália. Em 1676, Michiel de Ruyter no comando de uma frota holandesa combinada, com um navio de guerra espanhol anexado, que tinha a intenção de bloquear Messina, combateu uma frota francesa, sob Abraham Duquesne, na batalha indecisa de Stromboli em janeiro de 1676 e, sob um almirante espanhol no comando de uma frota holandês-espanhola, comandou o esquadrão líder na Batalha de Agosta em abril daquele ano. Em Augusta, de Ruyter foi ferido fatalmente; a frota combinada sofreu mais baixas do que os franceses, e foi forçada a se retirar de Messina. Entretanto, apesar do frustrante bloqueio da frota holandesa-espanhola, a maior parte da frota francesa foi chamada à França no final do ano, e os franceses evacuaram suas tropas de Messina no início de 1678.

## Retorno à Espanha
Em 10 de janeiro de 1678 a Inglaterra e as Províncias Unidas assinaram um tratado de aliança em Haia. Luís XIV viu que não podia competir no mar com as forças anglo-holandeses combinadas e decidiu retirar-se da Sicília, o que ele nunca havia visto como mais do que uma distração. Ele enviou François d'Aubusson de La Feuillade com a frota de Duquesne, ostensivamente para substituir Vivonne como vice-rei na Sicília, mas na verdade para evacuar as tropas francesas. La Feuillade tinha-se proclamado Vice-Rei com grande pompa em 28 de fevereiro de 1678. Em 13 de março de 1678, ele embarcou as tropas francesas na pretensão de uma expedição contra Palermo. Ele então informou aos jurados mesatenenses que os franceses estavam partindo de vez. Algumas centenas de famílias líderes foram autorizadas a embarcar antes da partida da frota. O vice-rei espanhol retornou a Messina sem oposição, tendo prometido uma anistia geral, uma promessa que não foi cumprida.